# Aquincum megállóhely (HÉV)
Aquincum megállóhely egy budapesti HÉV-megálló, melyet a MÁV-HÉV Helyiérdekű Vasút Zrt. (MÁV-HÉV) üzemeltet. A megállóhely eredetileg délebbre, a vasúti elágazásnál, az Aquincumi Múzeum romkertjével szemben helyezkedett el és állomásként üzemelt. Ezt az 1978-ban elkészült nyomvonal-korrekció során az esztergomi vasút hídjának északi oldalára, a Zsófia utca két oldalára helyezték át. Majd - az átszállás megkönnyítése céljából - 2015–2016 között a déli irányú megálló peronja is a vasút és a Zsófia utca közé került. (Az irányonként három forgalmi sávosra kiszélesített Szentendrei út miatt a hajdani állomás eredeti helyétől nyugatabbra eltolva üzemel a mai Aquincum elágazás szolgálati hely.)

## Forgalom
| Járat | Útvonal | Gyakoriság      |
| ----- | --- | --------------- |
|       | Batthyány tér – Margit híd, budai hídfő – Szépvölgyi út – Tímár utca – Szentlélek tér – Filatorigát – Kaszásdűlő – Aquincum – Rómaifürdő – Csillaghegy – Békásmegyer                                                                                            | 5-30 percenként |
|       | Batthyány tér – Margit híd, budai hídfő – Szépvölgyi út – Tímár utca – Szentlélek tér – Filatorigát – Kaszásdűlő – Aquincum – Rómaifürdő – Csillaghegy – Békásmegyer – Budakalász – Budakalász, Lenfonó – Szentistvántelep – Pomáz – Pannóniatelep – Szentendre | 7-30 percenként |

## Megközelítés budapesti tömegközlekedéssel
- Vasút:   S72   Z72   S76
- Busz:  34, 106, 134
- Éjszakai busz:  923, 934